# 洪堀寮
洪堀寮，原寫為洪堀藔，是臺灣彰化縣福興鄉的一個傳統地域名稱，位於該鄉中部偏西南。相較於今日行政區，其範圍大致與秀厝村相近。

## 歷史
台灣清治末期至日治初期，洪堀寮地區為一街庄，稱為「洪堀藔庄」，隸屬於馬芝堡。該庄西北與福興庄為鄰，東北與菜園角庄為鄰，東南邊為牛埔厝庄，南邊為鎮平庄，西邊為管嶼厝庄。
1901年（日治明治三十四年）11月，該庄隸屬於彰化廳。1909年（明治四十二年）10月，改隸屬於臺中廳。1920年（大正九年），該庄改制並雅化為「洪堀寮」大字，隸屬於臺中州彰化郡福興庄，大字下有「洪堀寮」、「秀水厝」小字名。
戰後福興庄改制為福興鄉，隸屬於彰化縣，大字亦改制為村。